# Jørgen Niclasen
Jørgen Niclasen, född 17 januari 1969 i Sørvágur, är en färöisk politiker (Fólkaflokkurin). Niclasen har varit partiledare för Fólkaflokkurin sedan 2007 och varit invald i lagtinget sedan 1994. Han var fiskeminister 1998–2003, utrikesminister och vice statsminister 2008–2011 samt finansminister 2011–2015.

## Familjebakgrund och yrkesliv
Jørgen Niclasen föddes i en traditionell köpmansfamilj i Sørvágur som son till Hervør och Niclas Niclasen. Han är gift och har barn. Niclasen har studentexamen från realfack vid Føroya Studentaskúli og HF-skeið från 1988. 1989 blev han direktör i familjeföretaget p/f N. Niclasen, som bedrev handel, fiskemottagning och rederi. Efter den ekonomiska krisen på Färöarna blev han direktör i företaget p/f Tomba 1994–1998. Samtidigt var han direktör i Handilsvirkið Niclasen sp/f 1994–1998 och 2003–2008 och är fortfarande delägare i företaget. Han var styrelsemedlem i Atlantic Airways p/f 1990–1991.

## Politiskt arbete
Niclasen är den yngsta som valts in i Lagtinget, och blev som tjugoåring vicerepresentant 1989. Han fick en fast plats under Svend Aage Ellefsen 1991–1993, och ledde Lagtingets välfärdskommitté. Efter att ha valts in på eget mandat från Vágar 1994, ledde Niclasen kontrollkommittén 1994–1996, näringskommittén 1996–1998 och finanskommittén 1998, innan han blev fiskeminister i Anfinn Kallsbergs första regering 1998. Han var ordförande i både Lagtingets välfärdskommitté och Fólkaflokkurins lagtingsgrupp 2004–2008 och 2007 valdes han till partiledare för partiet.
2008 blev Niclasen utrikesminister och vice statsminister. Som utrikesminister startade han ett samarbete mellan Färöarna och Liberia, där Färöarna hjälper till med återuppbyggnad av skolsystemet samt skolbyggen i Liberia. Niclasen har också arbetat för att Färöarna skulle få status som associerad medlem i UNESCO och observatör i EFTA. Niclasen och Kaj Leo Johannesen uttalade sig båda negativt till Jóannes Eidesgaards förslag om att lägga ner utrikesdepartementet för att spara pengar under finanskrisen 2009, något som inte heller genomfördes. 2011 återvände Niclasen till Lagtinget för att bli ordförande i finanskommittén, efter att Anfinn Kallsberg avgick för pension.
Efter lagtingsvalet 2011 gick de borgerliga partierna ihop, och Niclasen blev finansminister i Kaj Leo Johannesens andra regering.